# Laurent Porchier
Laurent Porchier (Bourg-de-Péage, 27 juni 1968) is een Frans voormalig roeier gespecialiseerd in het lichtgewicht boordroeien. Porchier maakte zijn debuut met een vierde plaats in de lichte-vier-zonder-stuurman tijdens de Wereldkampioenschappen roeien 1988 voor niet Olympische nummers. Twee jaar later behaalde Porchier zijn eerste medaille namelijk een zilveren tijdens de wereldkampioenschappen roeien 1990. Een jaar later werd het de bronzen medaille. Na medailles te hebben behaald tijdens de wereldkampioenschappen roeien 1997, 1998 en 1999 maakte Porchier zijn Olympische debuut tijdens de Olympische Zomerspelen 2000 met een gouden medaille in de lichte-vier-zonder-stuurman. Een jaar later beëindigde Porchier zijn carrière met een wereldtitel in de lichte-acht en een bronzen medaille in de lichte-vier-zonder-stuurman tijdens de wereldkampioenschappen roeien 2001.

## Resultaten
- Wereldkampioenschappen roeien 1988 in Milaan 4e in de lichte-vier-zonder-stuurman
- Wereldkampioenschappen roeien 1990 in Barrington  in de lichte-vier-zonder-stuurman
- Wereldkampioenschappen roeien 1991 in Wenen  in de lichte-vier-zonder-stuurman
- Wereldkampioenschappen roeien 1992 in Montreal 6e in de lichte-vier-zonder-stuurman
- Wereldkampioenschappen roeien 1993 in Račice 12e in de lichte-twee-zonder-stuurman
- Wereldkampioenschappen roeien 1997 in Aiguebelette-le-Lac  in de lichte-vier-zonder-stuurman
- Wereldkampioenschappen roeien 1998 in Keulen  in de lichte-vier-zonder-stuurman
- Wereldkampioenschappen roeien 1999 in St. Catharines  in de lichte-vier-zonder-stuurman
- Olympische Zomerspelen 2000 in Sydney  in de lichte-vier-zonder-stuurman
- Wereldkampioenschappen roeien 2001 in Luzern  in de lichte-vier-zonder-stuurman
- Wereldkampioenschappen roeien 2001 in Luzern  in de lichte-acht

1996: Victor Feddersen & Niels Henriksen & Thomas Poulsen & Eskild Ebbesen ·
2000: Laurent Porchier & Jean-Christophe Bette & Yves Hocdé & Xavier Dorfman ·
2004: Thor Kristensen & Thomas Ebert & Stephan Mølvig  & Eskild Ebbesen ·
2008: Mads Kruse Andersen & Eskild Ebbesen & Thomas Ebert & Morten Jørgensen·
2012: James Thompson & Matthew Brittain & John Smith & Sizwe Ndlovu ·
2016: Mario Gyr & Simon Niepmann & Simon Schürch & Lucas Tramèr